# Раскина, Мириам
Раскина Мириам (англ. Raskin Miriam 1889, Слоним, Гродненская губерния — 18 октября 1973, Нью-Йорк) — американская писательница на идише.

## Биография
С юных лет примкнула к Бунду, принимала участие в революции 1905 года, год находилась в петербургской тюрьме. В 1920 прибыла в Нью-Йорк.

Её первые произведения были опубликованы в журнале «Цукунфт». Также писала рассказы для детского журнала «Киндер-журнал».

### Произведения
- «Цен йор лебн» («Десять лет жизни», 1927)
- «Штиле лебнс» («Тихие жизни», 1941)
- «Златка» (1951)